# Requinto (impuesto)
Los tributos pagados al rey cuando se descubría un tesoro recibían el nombre de Reales quintos. En la obra de Pedro Gutiérrez de Santa Clara Historia de las guerras civiles del Perú, encontramos esta expresión de continuo. De ahí que recibiese el nombre de requinto un impuesto que, por modo extraordinario, debían pagar los indígenas de Perú y otras provincias de Latinoamérica.
Esta contribución fue impuesta por Felipe II y consistía en una quinta parte del quinto real, o sea de la contribución ordinaria.